# Јудино дрво
Cercis siliquastrum, у народу познато као Јудино дрво, мало је листопадно дрво са простора Јужне Европе и Западне Азије, које је чувено по својим јарко розе цветовима који се јављају у пролеће. Припада породици махунарки (лат. Fabaceae) и може бити жбун, некад  ниже дрво.

## Опис
Ова врста формира стабло до 12 метара увис и 10 метара у ширину. Крошња широка, кора танка, сивоцрна, испуцала. Младе гранчице голе, сјајне, смеђецрне. Листови наизменични, порсти, широко округластобубрежасти, основа дубоко срцастобубрежасто усечена, неназубљени, дугачки од 6 до 9 центиметара и широки од 8 до 12 центиметара, на врху заокружени или усечени, увек без врха, голи, на наличју светлији, плавичастозелени, просте нерватуре (прстаста). Лисна дршка дугачка око 3 центиметра. Залисци мали, јајасти, опадају. Цвета пре листања.
Јарко розе цветови се развијају у касно пролеће на изданцима старијим од једне године, укључујући и стабло  (каулифлорија). Цветови петочлани типични за Fabaceae. Листови се појављују непосредно после цветања. Стабло рађа дуге равне висеће махуне. Цветови су јестиви слатко-киселкастог укуса.

## Таксономија
Ову врсту је прво описао Карл фон Лине 1753. године и дао јој је јединствен епитет siliquastrum који води порекло од латинске речи siliqua, у значењу „махуне”. Назив за род потиче од грчке речи kerkis, односно „чунак”, јер подсећа на овај ткачки алат.
Постоји неколико варијанти и подврста Јудиног дрвета:
- var. hebecarpa Bornm.
- nothosubsp. yaltikirii (Ponert) Govaerts
- var. siliquastrum
- var. alba Weston

## Размножавање и еколошки аспекти
Цветове опрашују пчеле, привучене нектаром. Полен се са прашника лепи за тело пчеле и преноси до тучка других цветова.
У Израелу ова биљка има статус заштићене врсте.

## Узгој
Јудино дрво воли дубоко, добро исушено тло, делимично или потпуно изложено сунцу.
Култивари укључују:
- 'Afghan Deep Purple'[9]
- 'Alba' - бели цветови[9]
- 'Bodnant'[9]
- 'Carnea'[9]
- 'Fructa Rubra'[9]
- 'Penduliflora'[9]
- 'Rubra' - тамно ружичасти цветови
- 'Sterilis'[9]
- 'Variegata'[9]
- 'White Swan'[9]

Дрво је подложно нападима штитасте ваши и цикаде, као и болести попут антракнозе, Nectria cinnabarina и вертицилиозне увелости.

## Култура
Постоји распрострањени мит да се Јуда Искариотски обесио о стабло ове врсте. Ово веровање потиче од тумачења народног имена „Јудино дрво”, што води порекло од лошег превода француског назива,Arbre de Judée, што значи „дрво из Јудеје”, а односи се на брдовите области Свете земље у којој је ово дрво било широко распрострањено. Други могућ разлог имена је чињеница да цветови и махуне висе директно са стабла тако да подсећају на Јудину смрт.
Паралела смртоносног ефекта подлегања искушењу односи се на чињеницу да Јудино дрво убија пчеле које му се приближе - др. Кујлер илуструје ово речима: „Цветови се појављују пре листова и они су прелепе црвене боје. Бриљантна лепота цветова привлачи безброј инсеката; и лутајућа пчела је привучена у потрази за медом. Али свака пчела која уђе у цвет, конзумира фаталну дозу опијата, те умире и пада на земљу.”

## Галерија
- Ботаничка илустрација из 1891.
- Стабло са кором
- Цветови и махуне
- Cercis siliquastrum
- Култивар 'Alba'
- Штеточина (Cacopsylla pulchella) на листу Јудиног дрвета.